# 美远志
美远志（学名：Polygala senega）是远志科远志属的一种开花植物。该物种原产于北美，分布于加拿大南部及美国中部和东部。又称为塞内卡遠志、塞内卡蛇根、塞内卡根、乳草、响尾蛇根和山亚麻。
其物种名称是为了纪念美洲原住民的塞内卡族，他們用这种植物治疗蛇咬伤。 

## 描述
该物种是多年生草本植物，具有高达50厘米的多个茎。 这些茎通常是不分枝的，但一些老植物可能具有分枝茎。成熟的植物可以从坚硬、木质的根状茎中长出多达70个茎，该根状茎水平扩张。枪形叶子呈交替排列。下部的叶子退化并且呈鳞片状。花序是由圆形的白色或绿色花朵组成的穗。果实是一个含有两个多毛黑色种子的蒴果。根部是扭曲和圆锥形的，带有类似冬青的香味和非常强烈的味道。存在两种根部多态性：一种是生长在加拿大和明尼苏达州的北部变体，具有长达15厘米，宽1.2厘米的较大根部，呈深棕色，顶部有时呈紫色；另一种是在美国东南部发现的南方型态，具有较小的黄棕色根部。 
该植物生长在草原、森林以及潮湿的海岸线和河岸栖息地之中。它生长在瘦薄、多岩石，通常含有钙质的土壤中。它也出现在受扰动的生境中，例如路边。 

## 药用
在日本药局方中，本种或其变种广叶塞内加（P. senega var. latifolia）的根被作为生藥药材「塞内加」（羅馬化：Senega）。在日本，广叶塞内加主要在北海道、兵库县、京都府等地进行栽培。塞内加具有祛痰作用，除了作为塞内加糖浆使用外，还被添加到龙角散等中。
最初是美国印第安人的塞内加族在被响尾蛇咬伤时，作为急救措施使用的。然而，这样的效果是无法期待的，被认为是迷信。
塞内加根中的塞内加皂苷（senegasaponin）具有通过在小肠中抑制葡萄糖吸收等方式来抑制血糖值上升的活性。